# Рнич, Неманья
Не́манья Рнич (серб. Немања Рнић; род. 30 сентября 1984, Белград) — югославский и сербский футбольный защитник и тренер.

## Карьера

### Клубная
Футболом начал заниматься в юношеских командах столичного «Партизана». В 2002 году дебютировал в основном составе команды. В 2008 году Неманья подписал контракт на 3 года с бельгийским «Андерлехтом». В январе 2011 года перешёл на правах аренды до конца сезона в другой бельгийский клуб «Жерминаль Беерсхот», по окончании сезона подписал контракт с «Партизаном».

### В сборной
Выступал за молодёжную сборную Сербии, в составе основной сборной Сербии и Черногории, дебютировал в 2005 году в товарищеском матче со сборной Италии. Всего за главную сборную Сербии провёл два матча.

## Достижения
- Чемпион Сербии и Черногории: 2002/03, 2004/05
- Чемпион Сербии: 2007/08
- Обладатель Кубка Сербии: 2007/08
- Чемпион Бельгии: 2009/10
- Обладатель Суперкубка Бельгии: 2010